# Ider (Alabama)
Ider es un pueblo ubicado en el condado de DeKalb en el estado estadounidense de Alabama. En el censo de 2000, su población era de 664.

## Demografía
En el 2000 la renta per cápita promedia del hogar era de $ 27.563$, y el ingreso promedio para una familia era de 36.146$. El ingreso per cápita para la localidad era de 15.040$. Los hombres tenían un ingreso per cápita de 30.139$ contra 21.875$ para las mujeres.

## Geografía
Ider está situado en 34°42′14″N 85°40′26″O / 34.70389, -85.67389 (34.703941, -85.673983).
Según la Oficina del Censo de los EE. UU., la ciudad tiene un área total de 5.43 millas cuadradas (14.07 km²).